# Il valzer degli addii
(Milan Kundera, L'arte del romanzo, 1986)
Il valzer degli addii è un romanzo dello scrittore ceco Milan Kundera, pubblicato nel 1973.

## Trama
Romanzo in cinque atti definito dall'autore stesso come fondato «su un archetipo formale del tutto diverso da quello degli altri miei romanzi. È assolutamente omogeneo, senza digressioni, composto di una sola materia, raccontato con lo stesso tempo, è molto teatrale».
La storia si sviluppa nell'arco temporale di cinque giorni e prende l'abbrivio dall'annuncio di una gravidanza provocata da una notte di passione tra Ružena, infermiera in un piccolo centro termale a quattro ore di treno da Praga, e Klíma, noto trombettista nazionale, sposato con Kamila, moglie consumata dalla gelosia verso il marito e vinta dalla consapevolezza che il tradimento è il calice amaro di cui ogni moglie deve abbeverarsi in silenzio.
Il grottesco tentativo di Klíma di convincere Ružena, sua amante di una notte, ad abortire, fa da sfondo all'intrecciarsi di rapporti di complicità maschile, attraverso i quali l'autore inserisce nel genere romanzesco tematiche di carattere etico-religioso relative alla tutela della vita sin dalla sua prima espressione, la procreazione.
Due i poli del dibattito sull'argomento, fede e scienza, che si incarnano nel personaggio di Bertlef, americano facoltoso di mezza età che conquista con il proprio senso di cristianità arcaica, scevra delle sovrastrutture conciliari, propria dell'essere umano in quanto abitante della terra e non del cielo, imperfetta, istintiva e generosa, e nel personaggio di Škreta, ginecologo, medico dotato di un elastico senso dell'etica, capace di far rientrare nell'alveo della propria coscienza tanto la dedizione con la quale cura le proprie pazienti dalla sterilità quanto l'autorizzazione alle pratiche abortive rilasciate per compiacere amici e conoscenti, personaggio che descrive se stesso come un sognatore ma che viene percepito come un cinico eugenista.
Lungo il dipanarsi della storia il lettore avverte la presenza di un intruso, Jakub, personaggio che incarna il Deus ex machina che risolverà, suo malgrado, la situazione, e che introduce nel romanzo il terzo elemento rispetto al duopolio fede-scienza: il caso.

## Edizioni italiane
- Il valzer degli addii, traduzione di Serena Vitale, Milano, Bompiani, ottobre 1977. - Collana Fabula n.30, Milano, Adelphi, 1989, ISBN 978-88-459-0683-1; Collana gli Adelphi n.112, Milano, Adelphi, 1997, ISBN 978-88-459-1306-8.